# Lemalu Samau Tate Simi
Lemalu Samau Tate Simi (* 19. Oktober 1952 in Fagali'i, Samoa; † 17. April 2014 ebenda) war ein samoanischer Beamter, Poet und Diplomat.

## Werdegang
Simi besuchte das Samoa College und studierte an der Wellington Polytechnic und dem Central Institute of Technology Architektur und Zeichnen. Danach arbeitete er als Bauzeichner im neuseeländischen Arbeitsministerium, in der Siedlungsgenossenschaft Wellington und dem Amt für Öffentliche Arbeiten in Samoa. 1978 wechselte er als Chief Executive Officer in das samoanische Amt für Arbeit.
1992 gab Simi  „A deeper song“, seine erste Sammlung von Poesie heraus. 1995 folgte eine Wiederauflage mit zusätzlichen, neuen Gedichten. Ab 1995 war Simi Präsident des Samoanischen Roten Kreuz.
2012 wurde Simi zum Hochkommissar Samoas für Australien ernannt, mit Zweitakkreditierung für Indonesien, Malaysia (ab dem 19. März 2012), Osttimor, Singapur und Thailand.
2014 verstarb Simi in Samoa im Schlaf, als er für Ostern in der Heimat war. Am 25. April fand die Beerdigung statt.

## Sonstiges
Simi war verheiratet mit Peseta Noumea Simi.